# (3833) Calingasta
(3833) Calingasta est un astéroïde  de la ceinture principale aréocroiseur.

## Description
(3833) Calingasta est un astéroïde aréocroiseur. Il présente une orbite caractérisée par un demi-grand axe de 2,20 UA, une excentricité de 0,39 et une inclinaison de 12,0° par rapport à l'écliptique.

## Compléments